# Mallochia townesi
Mallochia townesi är en stekelart som beskrevs av Dmitriy R. Kasparyan och Robert A.Wharton 2005. Mallochia townesi ingår i släktet Mallochia och familjen brokparasitsteklar. Inga underarter finns listade i Catalogue of Life.